# كرايغ كوبر
كرايغ كوبر (بالإنجليزية: Craig Cooper) هو لاعب كرة الريشة نيوزلندي، ولد في 28 فبراير 1981 في ويلينغتون في نيوزيلندا.

## وصلات خارجية
- كرايغ كوبر على موقع BWF.tournamentsoftware.com (الإنجليزية)
- كرايغ كوبر على موقع BWFbadminton.com (الإنجليزية)
- كرايغ كوبر على موقع اللجنة الأولمبية الدولية (الإنجليزية)
- كرايغ كوبر على موقع أوليمبيديا (الإنجليزية)
- كرايغ كوبر على موقع اللجنة الأولمبية النيوزيلندية (الإنجليزية)
- كرايغ كوبر على موقع اتحاد ألعاب الكومنولث (مؤرشف) (الإنجليزية)
- كرايغ كوبر على موقع دورة ألعاب الكومنولث 2006 (مؤرشف) (الإنجليزية)